# Верхний Курган
Ве́рхний Курга́н (чув. Верхний Курган) — деревня в Козловском районе Чувашской Республики России. Входит в состав Козловского городского поселения.

## География
Находится в северной части Чувашии на расстоянии менее 2 км на юг от районного центра города Козловка.

## История
Появилась между 1834 и 1850 годами как выселок из села Беловоложское (с 1959 года в черте поселка, ныне города Козловка) при строительстве усадьбы помещика Леонтьева. В 1850 году здесь числилось 78 душ крестьян. В 1931 году здесь был создан колхоз «Путь к социализму».

## Население
Постоянное население составляло 46 человека (русские 91%) в 2002 году, 45 в 2010.